# Viaduc de Monmouth

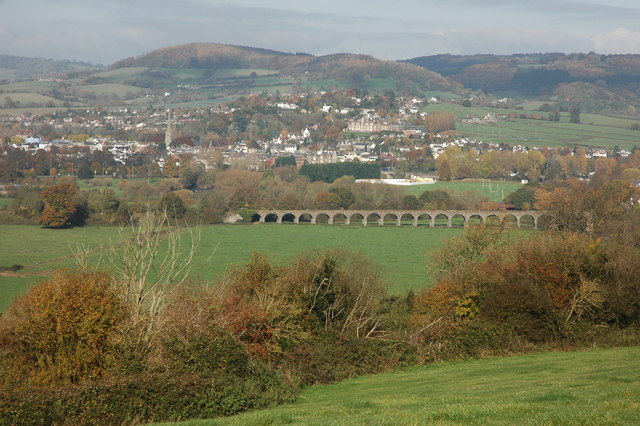
Le viaduc de Monmouth.

Le viaduc de Monmouth (en anglais : Monmouth Viaduct) est un pont ferroviaire qui permet à la ligne Coleford, Monmouth, Usk and Pontypool Railway de traverser la rivière Wye à Monmouth, au pays de Galles.